# Asesinato de Sandra Cantú
Sandra Renee Cantú (Tracy California, 8 de marzo de 2001 - Ib 27 de marzo de 2009) fue una niña estadounidense que ganó atención nacional luego de desaparecer de Tracy, California, el 27 de marzo de 2009. Su cuerpo fue descubierto diez días después dentro de una maleta en un riego local. El 10 de abril, la policía arrestó a una mujer local, Melissa Huckaby de 28 años (nacida el 23 de febrero de 1981), y la acusó del secuestro, violación y asesinato de Cantú. Huckaby se declaró culpable del secuestro y homicidio de Cantú y fue sentenciada a cadena perpetua sin posibilidad de libertad condicional en el año 2010. 

## Desaparición y descubrimiento del cuerpo
Sandra Renee Cantú, de 8 años al momento de su muerte, vivía en Orchard Estates Mobile Home Park en Tracy, California, con su madre, sus abuelos y sus tres hermanos mayores. Era una estudiante de segundo grado en la Escuela Primaria Melville S. Jacobson. El viernes 27 de marzo de 2009, Cantú jugó en la casa de una amiga después de la escuela hasta aproximadamente las 4:00 pm, cuando regresó a casa. Más tarde se fue de casa diciendo que iba a jugar a la casa de otra amiga. Cuando ella no regresó para la cena, fue reportada como desaparecida a la policía local a las 7:53 p. m.
La policía recopiló imágenes grabadas por una cámara de vigilancia cerca de la casa de la familia. Las imágenes, que mostraban a Cantú cruzando la calle frente a su casa antes de salir del marco, se reprodujeron en las emisoras de noticias nacionales. Se realizó una búsqueda en el complejo de casas móviles sin resultados y se llamó a la Oficina Federal de Investigaciones (FBI) para ayudar en el caso. En el transcurso del fin de semana del 28 al 29 de marzo, se trajeron perros policía, equipos ecuestres, vehículos todo terreno y un helicóptero de la Patrulla de Caminos de California para buscar a Cantú. Se ofreció una recompensa de $22,000 dólares por información en el caso.
Uno de los primeros sospechosos fue un hombre local que fue visto besando a Cantú en los labios dos años antes en una piscina local, cuando ella tenía seis años. Fue entrevistado y absuelto de cualquier participación. El 6 de abril, se encontró una maleta que contenía el cuerpo de Cantú durante el drenaje de rutina de un estanque de riego. Una autopsia estableció que Cantú había sido golpeada y violada sexualmente con un objeto extraño antes de ser asfixiada, mientras que los resultados de toxicología mostraron que había ingerido Alprazolam.

## Investigación
El perfil que los expertos del FBI asignaron al caso fue el de un hombre blanco de entre 25 y 40 años con antecedentes penales de abuso sexual o pornografía con menores de edad. Al encontrar el cuerpo de Cantu, la policía sospechó de una serie de coincidencias con Melissa Huckaby, una maestra de escuela dominical de 28 años que también vivía en Orchard Estates Mobile Home Park y su hija era amiga de Cantu. El día que desapareció Cantú, Huckaby envió un mensaje de texto a la madre de Cantú que decía: "Dígale a la policía que me robaron algo hoy alrededor de las 4 p.m. No sé si eso hace la diferencia o no". Al día siguiente, durante una vigilia por Cantú, Huckaby se acercó a la policía y agentes del FBI para informar que había encontrado una nota en el suelo. Informaron que estaba "muy agitada, llorando, hiperventilando". La nota decía: "Cantu fue encerrada en una maleta, robada y arrojada al agua en Bacchetti Road y Whitehall Road". Huckaby tenía antecedentes de problemas de salud mental, incluido el trastorno límite de la personalidad, el trastorno bipolar y la esquizofrenia. Antes del descubrimiento del cuerpo, Huckaby no era la principal sospechosa. Fue entrevistada en múltiples ocasiones, pero se asumió que su comportamiento buscaba atención, en lugar de evidencia de participación. Después de que se encontró el cuerpo en la maleta que Huckaby había denunciado como robada, los investigadores comenzaron a observar más de cerca el comportamiento de Huckaby. Se dieron cuenta del "hecho inusual de que una mujer que informó haber perdido una maleta debería ser la única mujer de todas en este complejo que debería encontrar una nota que informa que la maleta robada se usó para ocultar el cuerpo de la niña". La policía obtuvo otra pista cuando un infante de marina estadounidense retirado y su esposa notificaron a la policía que habían visto a Huckaby y su camioneta en el estanque de riego en su propiedad en Bacchetti Road y Whitehall Road entre las 5:30 pm y las 6:00 pm del 27 de marzo. Según los informes, reconocieron a Huckaby en la televisión. El testigo la describió como "distraída y apresurada", y ella le dijo: "Tenía que orinar muy rápido" cuando la vio. La policía continuó revisando las imágenes de la cámara de vigilancia instalada fuera de la casa de Cantú, que mostraba a Cantú caminando en dirección a la residencia de Huckaby a las 3:54 p.m. del 27 de marzo. Dirección ocho minutos después. Aproximadamente al mismo tiempo, Huckaby llamó al gerente del parque de casas rodantes para informarle que una maleta hecha por el fabricante Eddie Bauer había sido robada de su remolque. Ochenta y cinco minutos después, una cámara de vigilancia ubicada afuera del estacionamiento de la iglesia en la que Huckaby enseñaba en la escuela dominical la captó alejándose de la iglesia. Treinta minutos después de eso, fue capturada regresando a la iglesia. Fue durante este período de tiempo de 30 minutos cuando fue vista en el estanque de riego. Los agentes del FBI registraron la iglesia y recogieron un rodillo de amasar de la cocina que, según los informes, tenía una "mancha de sangre" y un mango doblado, dijeron las autoridades. El rodillo dio positivo en el ADN de Cantú. 
El 10 de abril de 2009, Huckaby fue arrestada y acusada del asesinato de Cantú. Recibió más cargos relacionados con la drogadicción de una niña de 8 años y un hombre de 37 años; estos cargos fueron retirados como parte de un acuerdo de culpabilidad en el que Huckaby se declaró culpable de asesinato en primer grado y secuestro de Cantú para evitar la pena de muerte. Huckaby fue condenada a cadena perpetua sin posibilidad de libertad condicional. En su sentencia, Huckaby dijo: "Todavía no puedo entender por qué hice lo que hice. Esta es una pregunta con la que lucharé por el resto de mi vida". El fiscal del caso especuló que ella mató a Cantú para llamar la atención.

## En los medios
- Un episodio de Law and Order: SVU titulado "Totem" se basa libremente en este caso.

- Su caso es recreado en la serie de televisión Las verdaderas mujeres asesinas de Investigation Discovery, en el episodio 3 de la Temporada 5 (2011).

- El caso también se describió en el programa de crímenes reales "See No Evil" en el canal Investigative Discovery en el episodio "Someone You Trust", que se emitió originalmente el 11 de enero de 2023.